# Henryk I Pielgrzym
Henryk I Pielgrzym (niem. Heinrich I. der Pilger; ur. ok. 1230, zm. 2 stycznia 1302) – książę Meklemburgii od 1264 r.

## Życiorys
W 1264 r. objął księstwo meklemburskie po swoim ojcu Janie. Prawdopodobnie ok. 1270 r. przedsięwziął krucjatę przeciwko Litwinom. W 1271 r. wyruszył z pielgrzymką do Jerozolimy, jednak po drodze wpadł w ręce Saracenów i był więźniem w Kairze. Gdy w 1275 r. dotarła wieść o tym do Meklemburgii, wybuchł spór między braćmi Janem II i Mikołajem III a kuzynami Henryka o rządy w księstwie w imieniu księcia i opiekę nad jego żoną (ustanowioną przez niego jako regentkę) Anastazją i dziećmi. Gdy w 1278 r. nadeszła wieść, że Henryk żyje, podjęto próbę wykupienia go z niewoli, jednak posłany z okupem rycerz musiał zawrócić wskutek wojny. Henryk wrócił do ojczyzny dopiero w 1298 r.

## Rodzina
Henryk był żonaty z Anastazją, córką księcia szczecińskiego Barnima I Dobrego. Ich dziećmi byli:
- Henryk II Lew (1266/1267-1329), książę Meklemburgii,
- Ludgarda (?-1283?), żona króla polskiego Przemysła II,
- Jan (1270/1271-1289), współwładca Meklemburgii od 1287.